# Campeonato Sudamericano de Clubes Campeones 1980
El Campeonato Sudamericano de Clubes Campeones 1980 fue la décima octava edición de lo que era el torneo más importante de clubes de baloncesto en Sudamérica.
Fue realizado en Cúcuta.
El título de esta edición fue ganado por el Franca (Brasil).

## Equipos participantes
| País             | Equipo                         |
| ---------------- | ------------------------------ |
| Argentina 1 cupo | Gimnasia y Esgrima de La Plata |
| Bolivia 1 cupo   | Nonis                          |
| Brasil 2 cupos   | Franca Sírio                   |
| Colombia 1 cupo  | Lotería de Cúcuta-Corturismo   |
| Paraguay 1 cupo  | Club Libertad                  |
| Uruguay 1 cupo   | Sporting Club                  |
| Venezuela 1 cupo | Guaiqueríes de Margarita       |